# Ґвда-Мала
Ґвда-Мала (пол. Gwda Mała) — село в Польщі, у гміні Щецинек Щецинецького повіту Західнопоморського воєводства.
Населення — 218 осіб (2011).

## Демографія
Демографічна структура станом на 31 березня 2011 року:
|          | Загалом | Допрацездатний вік | Працездатний вік | Постпрацездатний вік |
| -------- | ------- | ------------------ | ---------------- | -------------------- |
| Чоловіки | 103     | 23                 | 69               | 11                   |
| Жінки    | 115     | 23                 | 66               | 26                   |
| Разом    | 218     | 46                 | 135              | 37                   |